# Trebur
Trebur est une commune d'Allemagne, dans la région de Hesse.

## Géographie
La ville se trouve dans la vallée du Rhin et est distante de Mayence, Wiesbaden, Francfort-sur-le-Main et Darmstadt d’environ 20 à 30 kilomètres.
La commune est voisine au nord de Ginsheim-Gustavsburg et Rüsselsheim am Main, à l'est de Nauheim et Groß-Gerau, au sud de Riedstadt, et à l'ouest d’Oppenheim et Nierstein. Elle se compose de Geinsheim, de Hessenaue, d'Astheim et de Trebur proprement dite, pour environ 13 000 habitants.

## Histoire
Le peuplement dans la région remonte, d’après des fouilles archéologiques, à près de 7 000 ans (traces d’agricultures), et les Romains laissèrent aussi de nombreuses traces près de Trebur (camps, forts, routes…). Après la chute de l’Empire romain, la région de Trebur fut incorporée au royaume franc. 
Trebur est mentionnée en tant que telle pour la première fois en 829 dans un document du roi Louis le Pieux, où elle est jointe au Palatinat. Entre 829 et 1077, le roi/empereur y séjourna 57 fois, et quelques réunions de la haute noblesse y furent tenues. L'empereur Henri IV était ainsi particulièrement lié à Trebur, et c’est là qu’il se maria en 1066. Excommunié par le pape, Henri IV fut menacé d'être déposé par la haute noblesse germanique en octobre 1076 à cette même place où il résidait. Cette menace obligea Henri à faire pénitence à Canossa. Après Henri IV, Trebur perdit son statut de cour du roi. 
La raison de l'utilisation puis de l'abandon de Trebur comme cité palatine royale ou impériale (Kaiserpfalz) est due à la modification importante du cours du Neckar. Il y a 2000 ans, celui-ci se jetait dans le Rhin justement à Trebur, offrant à la cour palatine une protection naturelle entre les rives du Rhin et celle du Neckar. De manière semblable, Ravenne devint dès 402 apr. J.-C., à la suite de l'occupation de Milan par les Wisigoths, du fait de sa situation protégée, le nouveau siège de l'empire romain. Lorsque le cours du Neckar au XIIIe siècle s'était définitivement retiré 50 km plus au sud dans la plaine du fossé rhénan pour rejoindre le Rhin à Mannheim, la fonction protectrice ne fut plus assurée et Trebur perdit sa fonction de cour palatine. 
Cédée en 1248 au comté de Katzenelnbogen, elle fut ainsi rattachée à la Hesse en 1479. Avec la maison de Gernsheim, Trebur est depuis lors une grande place de Hesse, ce qui en 1832 a abouti à la création du district de Groß-Gerau, puis en 1977 à la fusion avec Gernsheim et Hessenaue dans le cadre de la réforme territoriale des localités pour former l’actuelle Trebur.

## Vivre à Trebur

### Économie
Trebur a le plus faible taux de chômage du district de Groß-Gerau, sans doute dû à l’agriculture et au commerce. Souhaitant créer une cité respectueuse de l’environnement, calme et rurale, la municipalité agit pour développer une économie sociale et écologique. Trois zones industrielles parsèment le territoire, régulées par des plans d’aménagement urbain, et desservies par un fort nœud autoroutier et le proche aéroport de Francfort-sur-le-Main. 

### Infrastructures
La municipalité, au centre du triangle urbain de Mayence, Wiesbaden et Francfort-sur-le-Main, profite de l’attrait rural et de la forte industrialisation de la région ce qui oblige la construction et l’entretien de nombreuses infrastructures sociales, touristiques et culturelles : cinq jardins d'enfants/garderies, trois écoles primaires, collège unique, quatre foyers culturels, une dizaine de musées, plus de cent associations, six églises (catholiques et évangéliques), trois centres sportifs, une piscine plein-air, deux bibliothèques…

### Tourisme
Le tourisme de Trebur est assez développé : tourisme vert, sites historiques, culture… Deux hauts sites à voir :
- L’église Saint-Laurent évangélique:  construite sur l'ancienne chapelle royale, elle possède de nombreux vestiges du temps des Carolingiens (façade est et partie ouest sont d’authentiques pièces du IXe siècle).
- Le T1T : télescope de 1,20 mètre de diamètre, un des plus grands ouverts au public d’Europe, aux soins de Michael Adrian de la Fondation d’Astronomie de Trebur.

### Observatoire astronomique
Trebur est le siège de l'observatoire Michael-Adrian. Cet observatoire astronomique abrite un télescope de 1,24 mètre, lequel était en avril 2007 le plus grand télescope financé par des fonds privés en Allemagne ouvert au public. Plusieurs astéroïdes y ont été trouvés, dont (142408) Trebur par Mike Kretlow.

## Jumelages
- Verneuil-sur-Avre, France (depuis 1982)

## Personnalités liées à la ville
- Otto Kleinschmidt (1870-1954), ornithologue né à Kornsand.
- Gerold Reichenbach, politicien social-démocrate
- Wilhelm Diehl, prélat

## Honneur
L'astéroïde (142408) Trebur, découvert à Trebur, à l'observatoire Michael-Adrian, par Mike Kretlow, porte le nom de la commune.